# Empoasca montana
Empoasca montana är en insektsart som beskrevs av Caldwell 1952. Empoasca montana ingår i släktet Empoasca och familjen dvärgstritar. Inga underarter finns listade i Catalogue of Life.